# San Francisco Oracle
The Oracle of the City of San Francisco, ebenfalls bekannt als San Francisco Oracle, war eine Zeitung des Untergrunds, welche im Stadtteil Haight-Ashbury in San Francisco in 12 Ausgaben zwischen dem 20. September 1966 und Februar 1968 herausgegeben wurde.
Allen Cohen war der Herausgeber, Michael Bowen künstlerischer Leiter der Zeitung. Beide hatten die Publikation mitbegründet.
Das Oracle kombinierte Poesie, Spiritualität und multi-kulturelle Interessen mit psychedelischem Design. Zudem widerspiegelte und prägte es die Hippiebewegung, wie sie sich in Haight-Ashbury entwickelte.
Die Zeitung war wohl ein auffallendes Beispiel für den psychedelischen Aspekt der Gegenbewegung; sie fiel wegen ihres vielfarbigen Designs auf und bezog viele der bedeutendsten Künstler des San Franciscos jener Zeit (beispielsweise Bruce Conner und Rick Griffin) mit ein. Auch Schriftsteller, wie Allen Ginsberg, Gary Snyder, Lawrence Ferlinghetti oder Michael McClure trugen ihren Teil zur Zeitschrift bei.
Für kurze Zeit existierte ein Pendant in Los Angeles (The Los Angeles Oracle).